# Radiologie

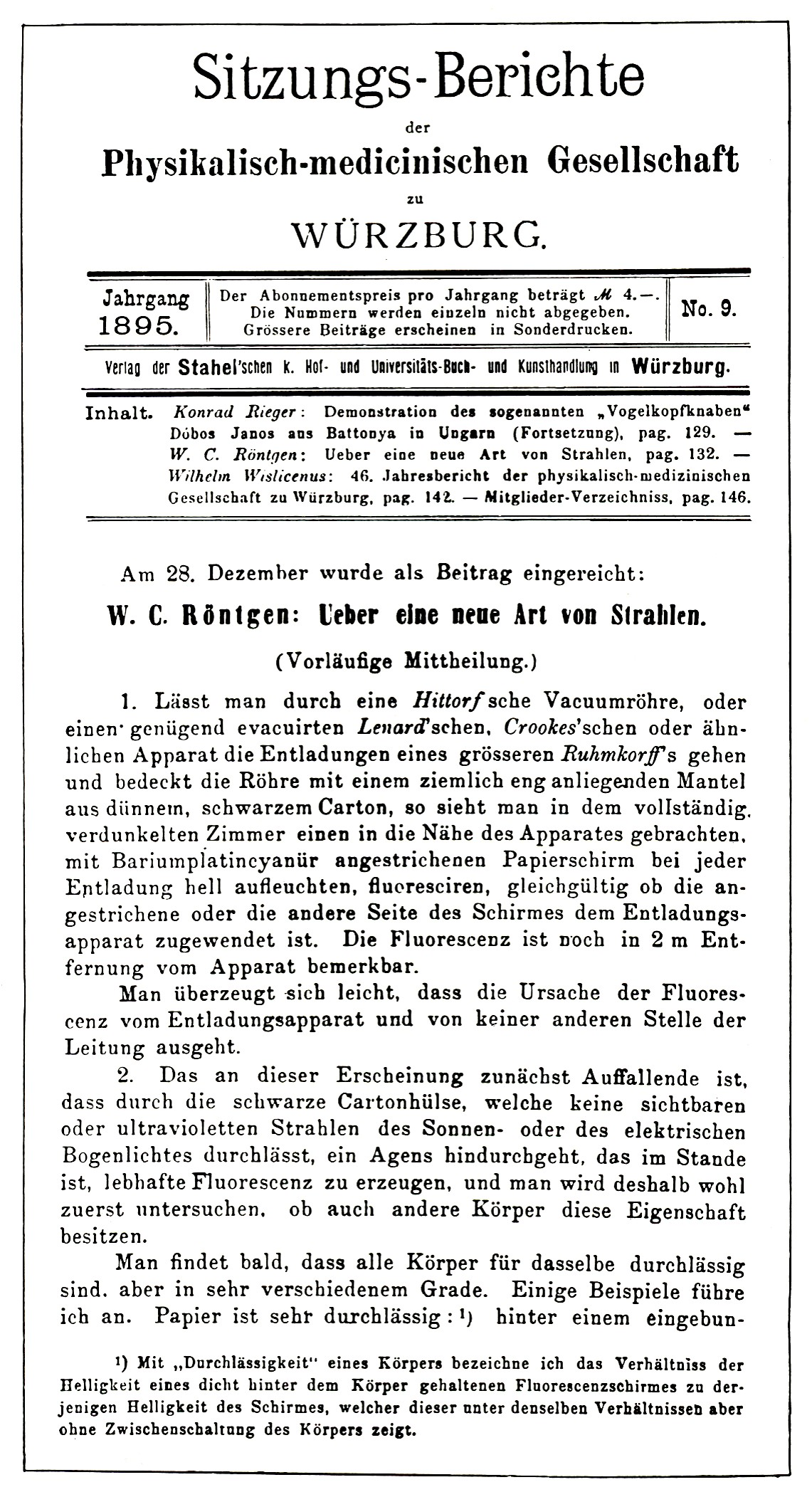
Sitzungsbericht der Physikalisch-medizinischen Gesellschaft zu Würzburg aus dem Dezember 1895

Die (medizinische) Radiologie ist das Teilgebiet der Medizin, das sich mit der Anwendung bildgebender Verfahren zu diagnostischen, therapeutischen und wissenschaftlichen Zwecken befasst. Die erste radiologische Abteilung wurde im März 1896 von John Macintyre, nur Wochen nach der Veröffentlichung von Röntgens Artikel an der Glasgow Royal Infirmary eröffnet.
In den Anfängen der Radiologie wurde ausschließlich das Röntgen mittels Röntgenstrahlen als bildgebendes Verfahren eingesetzt; hiervon leitet sich der Name ab (lateinisch radius ‚Strahl‘). Heute umfasst die Radiologie auch viele weitere bildgebende Verfahren wie die Computertomographie, Sonographie oder Magnetresonanztomographie, unabhängig davon, ob bei diesen Verfahren ionisierende Strahlung zum Einsatz kommt oder nicht.
Zur Diagnostischen Radiologie gehören als Teilgebiete die Neuroradiologie und die Kinderradiologie. Es gibt weitere Schwerpunkte wie die Interventionelle Radiologie. Von Bedeutung für die fachärztliche Tätigkeit des Radiologen sind auch Fragen des Strahlenschutzes und die Auswirkung der Strahlenexposition auf den menschlichen Körper.
Strahlentherapie und Nuklearmedizin sind eng verwandte, aber heute eigenständige Fachgebiete der Medizin, die unter dem Oberbegriff „Strahlenmedizin“ (oder „Strahlenheilkunde“) mit der Radiologie zusammengefasst werden.
Ältere Bezeichnungen für die Radiologie sind Röntgenlehre und Röntgenologie sowie Röntgenkunde; Radiologen wurden auch als Röntgenologen bezeichnet.

## Diagnostische Radiologie

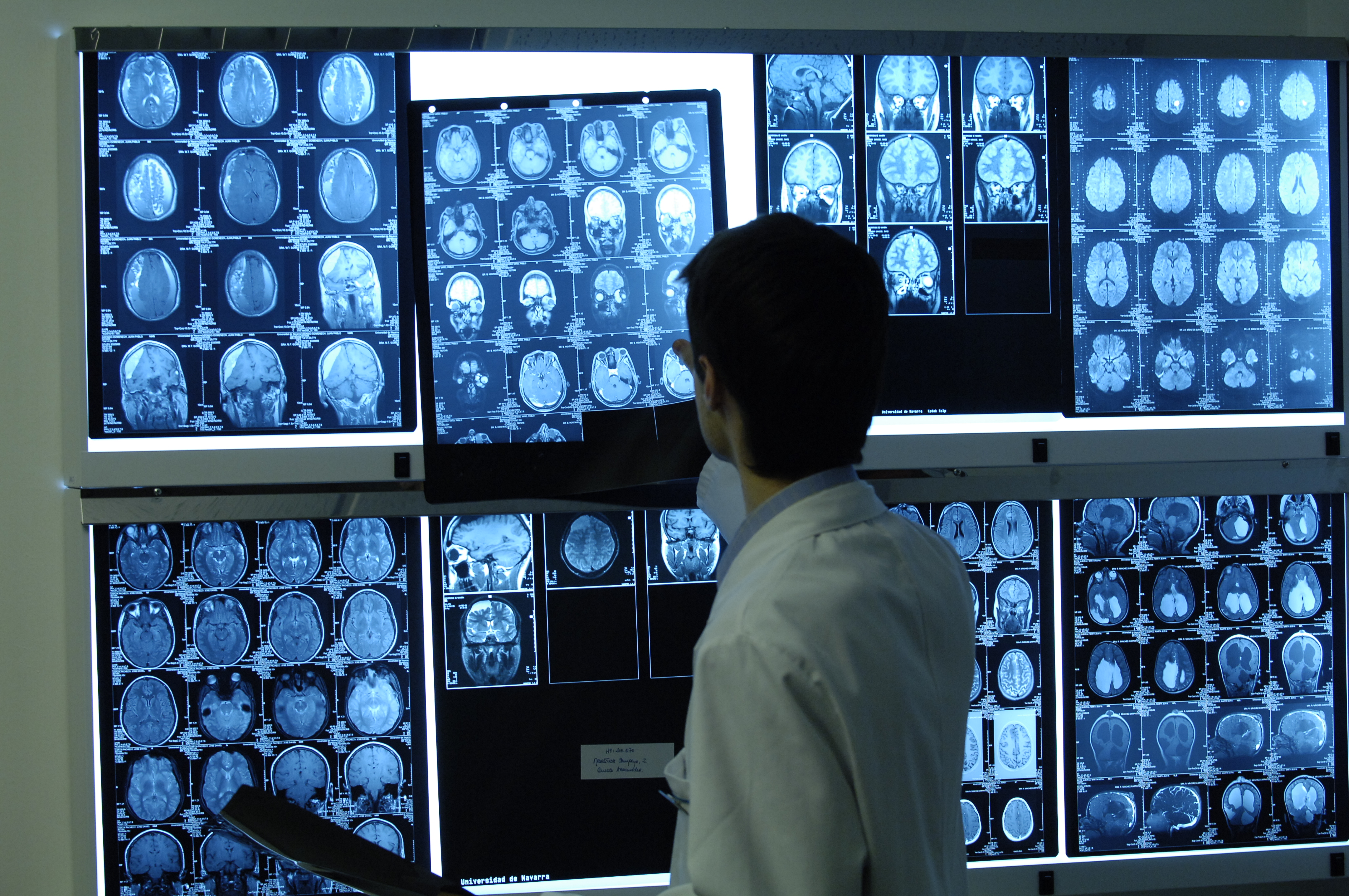
Beurteilung von radiologischen Aufnahmen

Die bildgebenden Verfahren in der seit 1895 eingesetzten diagnostischen Radiologie, begründet als radiologische Diagnostik von 1904 an von Eugen Fraenkel und Morris Simmonds, umfassen die Projektionsradiografie und die Schnittbildverfahren: Röntgen-Computertomographie, Sonographie und Magnetresonanztomographie. Bei all diesen Verfahren können Substanzen eingesetzt werden, die die Darstellung bzw. Abgrenzung bestimmter Strukturen erleichtern oder Aufschluss über die Funktion eines Systems geben. Diese Substanzen bezeichnet man als Kontrastmittel. Die Auswahl des Verfahrens und die Entscheidung, Kontrastmittel einzusetzen, richten sich nach der klinischen Fragestellung und einer Risiko-Nutzen-Abwägung.
Die jährlichen Kosten der Strahlendiagnostik sind in Deutschland von etwa 4 Milliarden Euro im Jahr 1992 auf mehr als 10 Milliarden Euro im Jahr 2021 angestiegen.

### Radiographie
Bei den radiographischen Verfahren (auch als „konventionelles Röntgen“ bezeichnet) werden Bereiche des Körpers des Patienten aus einer Richtung mit Röntgenstrahlung durchstrahlt. Auf der Gegenseite wird die Strahlung mit geeigneten Materialien registriert und in ein Bild umgewandelt. Dieses zeigt die im Strahlengang liegenden Gewebe in der Projektion: Knochen absorbieren mehr Strahlung als Weichteile und werfen daher Schatten; luftgefüllte Gewebe wie die Lunge sind relativ durchlässig, sodass dahinter eine höhere Strahlenintensität registriert wird. Da verschiedene Strukturen sich meist im Strahlengang überlagern, ist es oft hilfreich, mehrere Bilder aus unterschiedlicher Projektionsrichtung anzufertigen.
Welche Art Sensormaterial zur Registrierung verwendet wird, hängt vom Geräte- und Aufnahmetyp ab. Bei der herkömmlichen Radiographie wird empfindliches Filmmaterial analog zur Fotografie verwendet, das sich bei Strahleneinfall schwärzt und chemisch entwickelt werden muss. Anschließend können die halbtransparenten Abzüge auf einem Leuchtkasten betrachtet werden. Fortentwicklungen dieses Prinzips erlauben anstelle der Entwicklung von Filmmaterial das digitale Auslesen eines Detektors (s. Digitales Röntgen). Das einfachste Prinzip ist dabei eine Leuchtstoffplatte, welche nach der Aufnahme eingescannt wird. Um bewegte Bilder in Echtzeit zu beurteilen (Durchleuchtung) werden traditionell Röntgenbildverstärker als Sensoren verwendet. In modernen Geräten werden zur direkten digitalen Akquisition sowohl von Standbildern als auch von Echtzeit-Bewegtbildern CCDs als Detektor eingesetzt. Radiologische Aufnahmen können in digitaler Form im DICOM-Format gespeichert werden.
Als Kontrastmittel in der Projektionsradiographie eignen sich unlösliche Bariumsalze als Aufschwemmung, Jodverbindungen, Luft und Kohlendioxid. Barium wird gewöhnlich für den Verdauungstrakt verwendet. Lösliche Jodverbindungen und Kohlendioxid eignen sich für die Injektion in Gefäße, Luft kann rektal zur Dickdarmdarstellung appliziert werden.

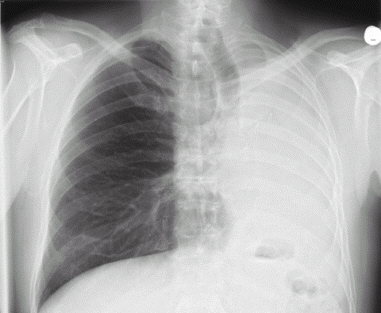
Röntgenaufnahme des Brustkorbes, linke Lunge ist entfernt und die Höhle vollständig mit Sekret gefüllt

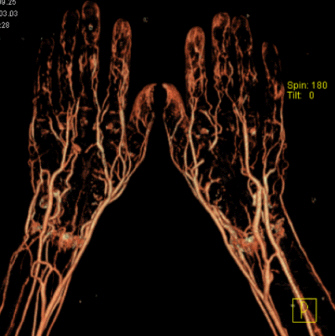
CT-Angiografie der Hände in einer 3D-Rekonstruktion

Im Folgenden sind die wichtigsten Untersuchungen aufgeführt:
- Nativ = ohne Kontrastmittel
  - Röntgen Thorax: Übersichtsaufnahme von Herz, Lunge und Brustkorb
  - Röntgen Skelett
  - Mammografie: Röntgenuntersuchung der Brust
- Mit Kontrastmittel
  - Angiographie (Darstellung der Gefäße allgemein)
  - Arteriographie (Arterien)
  - Phlebographie/Venographie (Venen)
  - Lymphographie (Lymphgefäße)
  - intravenöse Urographie (harnableitendes System, inkorrekt: i.v.-Pyelogramm)
  - retrograde Pyelographie (Iod-Kontrastmittel via Harnleiter ins Nierenbecken appliziert)
- Durchleuchtung
  - Kontrastmittel-Breischluckuntersuchung zur Darstellung des Ösophagus
  - Kontrastmittel-Mahlzeit zur Verfolgung der Magen-Darm-Passage
  - Dünndarm-Kontrastmitteluntersuchung mit Barium und Wasser (Doppelkontrast)
  - Dickdarm-Kontrasteinlauf mit Barium, zusätzlich meist Gabe von Luft (Doppelkontrast)
  - Kontrastuntersuchungen der Speiseröhre, Magen, Darm, Gallenwege
  - Barium-Kontrastmittel (Bariumsulfat, BaSO4) werden nur im Verdauungstrakt verabreicht und dann nur, wenn sichergestellt ist, dass das Kontrastmittel nicht aus dem Verdauungstrakt treten kann. Denn wenn Barium-Kontrastmittel in den freien Körperraum tritt, verkapselt sich dieses und kann zu Entzündungen führen. Wird Barium-Kontrastmittel in die Lunge eingeatmet kann das zu einer Lungenentzündung führen.

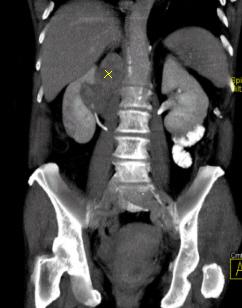
CT eines Nierentumors an der rechten Niere („x“-Marke, im Bild links)

### Röntgen-Computertomographie
Siehe Hauptartikel Computertomographie
Vorteile der CT: Überlagerungsfreie Schnittbilder mit sehr hoher Detailauflösung, v. a. bei knöchernen Strukturen, z. B. Innenohr. Moderne Geräte, sogenannte Mehrzeilenscanner ermöglichen zum Teil bei Kontrastmittelanwendung eine Darstellung auch mittlerer und kleinerer Gefäße, z. B. Herzkranzgefäße. Kurze Aufnahmezeiten, mit und ohne iodbasierte Kontrastmittelgabe, erschließen auch den Magen-Darm-Trakt der bildlichen Darstellung, sogenannte virtuelle Endoskopie.
Größter Nachteil der CT: Relativ hohe Belastung mit potenziell schädlichen Röntgenstrahlen, besonders bei den aufwendigeren Untersuchungen. Diese negative Eigenschaft des CT fällt vor allem im Vergleich zum strahlenfreien MRT ins Gewicht.

### Magnetresonanztomographie

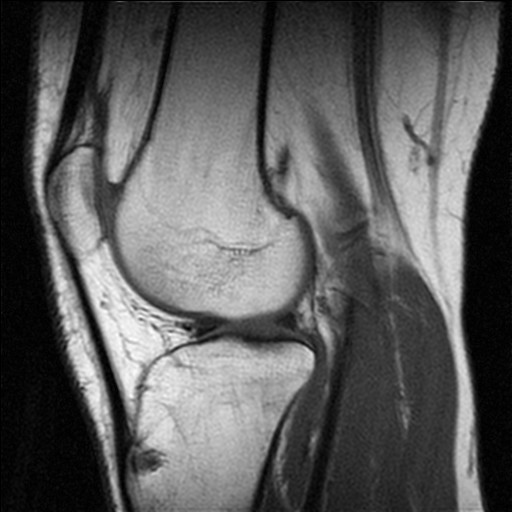
MR-Aufnahme eines menschlichen Kniegelenks

Siehe Magnetresonanztomographie, Vorteile: wie CT, dabei besserer Weichteilkontrast, keine ionisierenden Strahlen, aber höherer zeitlicher und apparativer Aufwand, höhere Kosten, geringere Toleranz beim Patienten vor allem Klaustrophobie bei herkömmlichen Geräten, neueres Design ermöglicht offenere Geräte mit guter Patientenakzeptanz, Kontrastmittel zum Beispiel Gadoliniumverbindungen und superparamagnetische Eisenoxid-Partikel.

### Ultraschalluntersuchung
Siehe Sonographie, das am häufigsten angewendete bildgebende Verfahren in der Medizin, Vorteile: schonend, wiederholbar, Echtzeitbeurteilung, zum Teil Funktionsbeurteilung; Nachteil: nicht alle Gewebe und Areale zugänglich, ungeeignet für sehr adipöse Patienten. Die Untersuchung wird zu schlecht bezahlt, sodass immer weniger Ärzte sich damit auskennen und vermehrte CT- und MRT-Untersuchungen eingesetzt werden. Als Kontrastmittel werden kleinste Gasbläschen (microbubbles) eingesetzt, die die Struktur- und Funktionsdarstellung von Gefäßen und der Leber erleichtern, außerdem Wasser und gasabsorbierende Substanzen zur verbesserten Darstellung der Oberbauchorgane.

## Ausbildung

### Facharzt für Radiologie
Um nach einem absolvierten Medizinstudium in Deutschland die Bezeichnung Facharzt für Radiologie zu erwerben, bedarf es einer fünfjährigen Weiterbildungszeit. Auf die Weiterbildung anrechenbar sind 12 Monate in einem anderen Gebiet der unmittelbaren Patientenversorgung.
Darüber hinaus besteht die Möglichkeit der Spezialisierung in Kinder- und Jugendradiologie sowie in Neuroradiologie.

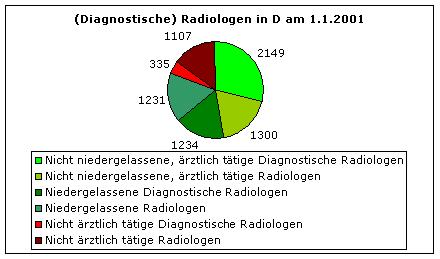

Der Weiterbildungsinhalt zur Erlangung des Facharztes wird über die jeweils zuständigen Landesärztekammern auf der Grundlage der Muster-Weiterbildungsordnung der Bundesärztekammer definiert: Es ist der Nachweis einer bestimmten Anzahl selbständig durchgeführter Untersuchungen bei Kindern, Erwachsenen und in der Neuroradiologie zur Zulassung zur Facharztprüfung nötig.
Einen der ersten Lehrstühle für Röntgenologie in Deutschland hatte Rudolf Grashey in Köln, der Herausgeber der Zeitschrift Fortschritte auf dem Gebiet der Röntgenstrahlen, erhalten.

#### Statistiken hierzu
- Am 31. Dezember 2023 waren 9938 Radiologen in Deutschland berufstätig, von denen 4562 in der ambulanten Versorgung arbeiteten. Weitere 3539 übten keine ärztliche Tätigkeit aus.[8]
- Der Honorarumsatz aus vertragsärztlicher Tätigkeit beträgt im 2. Quartal 2022 pro Kopf im Bundesmittel 106.000 €.[9]
- Auch „Nicht-Radiologen“ dürfen in Deutschland röntgen. „In der ambulanten Versorgung wird bei gesetzlich Krankenversicherten nur etwa jede vierte Röntgenuntersuchung von Vollgebietsradiologen vorgenommen. Drei Viertel der Untersuchungen dagegen entfallen auf so genannte Teilgebietsradiologen: 32 Prozent der Untersuchungen machen Orthopäden, in 13 Prozent aller Fälle röntgen Chirurgen, sieben Prozent der Untersuchungen nehmen Internisten vor. Die übrigen Untersuchungen nehmen Ärzte anderer Fachgruppen vor. Dies berichtet das Bundesamt für Strahlenschutz (BfS) in seinem neuen Jahresbericht. Demnach wurde in den Jahren 2002 bis 2004 jeder Einwohner in Deutschland pro Jahr durchschnittlich 1,7 Mal geröntgt. Bei der daraus resultierenden effektiven Strahlenbelastung liegen die Deutschen mit einer effektiven Dosis von 1,8 Millisievert „im internationalen Vergleich im oberen Bereich“, heißt es im Bericht des BfS. 50 Prozent der kollektiven effektiven Dosis gehen allerdings auf Röntgenuntersuchungen durch Vollgebietsradiologen zurück (Orthopäden: zwölf; Internisten: zehn; Chirurgen: zwei Prozent)“.[10]

### Radiologietechnologe
Als Radiologietechnologe wird in Österreich ein Spezialist für die Anwendung bildgebender Verfahren in der Medizin (Röntgen, Schnittbildverfahren, Nuklearmedizin) und für die Durchführung von Heilbehandlungen mit ionisierender Strahlung (Strahlentherapie) bezeichnet. Er führt Untersuchungen und Therapien nach ärztlicher Anordnung eigenverantwortlich durch, ist fachlich weisungsfrei, hat die Berechtigung, Kontrastmittel und Radiopharmaka anzuwenden (in Zusammenarbeit mit Ärzten) und kann sich freiberuflich niederlassen.
Im Zuge des Bologna-Prozesses erfolgte die Umstellung auf eine Ausbildung an der Hochschule mit akademischem Abschluss. Im Wintersemester 2006 starteten an der FH Wiener Neustadt an der FH Joanneum und der Fachhochschule Salzburg die ersten Jahrgänge, die im Sommer 2008 bzw. 2009 mit dem Bakkalaureat abgeschlossen haben.
Auch in Deutschland wird ein entsprechender Studiengang seit 2014 an verschiedenen Hochschulen angeboten.

### Medizinische Technologinnen für Radiologie und Medizinische Technologen für Radiologie
Den Radiologietechnologen entsprechen in Deutschland die Medizinischen Technologen für Radiologie, früher auch Medizinisch-technische Radiologieassistenten (MTRA) genannte röntgentechnische Assistenten (RTA). Sie führen Untersuchungen mittels konventioneller oder digitaler Radiologie (bspw. CT, MRT) durch und assistieren bei Untersuchungen wie Durchleuchtungen und digitaler Subtraktionsangiografie.
Technologinnen und Technologen in der Nuklearmedizin arbeiten im Radionuklidlabor und führen Untersuchungen wie Szintigramme, SPECT und PET durch. Sie arbeiten dabei mit radioaktiven Nukliden und müssen somit streng Dosis überwacht werden. Sie arbeiten außerdem in der Strahlentherapie, führen die Bestrahlungsplanung und die einzelnen Bestrahlungen durch. In der Strahlentherapie sind sie Therapeuten und vermittelnde Instanz zwischen Patient und Arzt. Daher spielt in diesem Bereich das speziell medizinische und fürsorgliche Moment eine große Rolle. In der Röntgendiagnostik und Nuklearmedizin erscheint der Patient oftmals nur für eine Untersuchung. In der Radiologie arbeiten die Technologinnen und Technologen auch oft in der Notaufnahme, um beispielsweise Unfallpatienten schnellstmöglich zu untersuchen. Die Technologinnen und Technologen in der Strahlentherapie begleiten den Tumorpatienten dagegen über mehrere Wochen, manchmal sogar über Monate. Daher müssen sie sich umfassender mit dem Patienten auseinandersetzen: mit seiner Krankheit, seinem Allgemeinzustand, aber auch mit seinem Charakter und seiner physischen und seelischen Situation. Die Ausbildung erfolgt in Deutschland an Berufsfachschulen oder Ausbildungszentren. Sie setzt den Sekundarschulabschluss voraus und dauert drei Jahre.
Zurzeit wird auch in Deutschland eine Ausbildungsumstellung auf Hochschulebene diskutiert, bzw. damit begonnen, mit dem berufsbegleitenden Studiengang Medizinische Radiologietechnologie als Ergänzung auch bereits ausgelernten MTRA eine Möglichkeit zur akademischen Fortbildung zu bieten.
In der Schweiz wird die Ausbildung an höheren Fachschulen angeboten und dauert ebenfalls drei Jahre.

## Interventionelle Radiologie
Die Interventionelle Radiologie umfasst minimalinvasive diagnostische und therapeutische Maßnahmen, die unter permanenter Kontrolle durch bildgebende Verfahren durchgeführt werden: zum Beispiel werden unter Computertomographiekontrolle zielgenaue Hochgeschwindigkeits-Stanzbiopsien aus Weichgewebe und Knochen entnommen oder unter Durchleuchtungskontrolle Blutgefäße mit Kontrastmittel, das durch spezielle Katheter eingespritzt wird (Angiographie), dargestellt. Im Rahmen von Angiographien können auch Gefäßverengungen aufgedehnt werden (Angioplastie). Kommt dabei noch eine Gefäßprothese (Stent) zum Einsatz, wird diese Methode als Stentangioplastie bezeichnet. Weitere Maßnahmen der Interventionellen Radiologie sind u. a.: Tumorembolisationen, Tumorablationen (~verödungen), die Behandlung von akuten Blutungen, Beseitigung von Gangstenosen im Gastrointestinaltrakt oder in den Gallenwegen, minimalinvasive Schmerztherapie sowie die Behandlung von Gefäßerweiterungen (Aneurysmen). Die Interventionelle Radiologie gehört systematisch nicht zur diagnostischen Radiologie, ist aber historisch aus ihr entstanden und wird meist von Fachärzten für Radiologie durchgeführt, da beispielsweise die Weiterbildungsordnung für Fachärzte für Radiologie in Deutschland eine fundierte interventionelle Ausbildung beinhaltet.

## Strahlenschutz
Da die angewendeten Strahlendosen in der Röntgendiagnostik zwar sehr gering, aber doch potenziell schädlich für den Patienten und den Anwender sind, wird in der Radiologie besonderer Wert auf den Strahlenschutz gelegt. Die Deutsche Gesellschaft für Medizinischen Strahlenschutz ist eine Vereinigung von Ärzten und anderen fachkundigen Personen, die sich zum Ziel gesetzt hat diese Strahlungsrisiken in der Medizin zu erkunden und zu minimieren.
Deutschland nimmt mit etwa 1,3 Röntgenaufnahmen pro Einwohner und Jahr einen Spitzenplatz ein. Die medizinische Anwendung von ionisierender Strahlung führt zu einer zusätzlichen Strahlenexposition von grob 2 mSv/a pro Einwohner. Auf diese lassen sich theoretisch 1,5 % der jährlichen Krebsfälle zurückführen.
Den weitaus höchsten Anteil an der medizinischen Strahlenexposition hat dabei die Computertomographie.
Eine grundsätzliche Richtlinie zur Minimierung der Strahlenbelastung bei der Anwendung von radiologischen Methoden bringt die Arbeitsgruppe „Orientierungshilfe Radiologie“, der Bundesfachgruppe Radiologie der Österreichischen Ärztekammer und der Österreichischen Röntgengesellschaft, als unverbindliches Nachschlagewerk sowohl in Papierform als auch Online heraus. Auch die deutsche Strahlenschutzkommission bietet eine solche Orientierungshilfe an.

## Ökonomische Aspekte
In Deutschland stehen Radiologische Praxen im Spitzenbereich der Ärztlichen Einkommenspyramide, 2015 ging man im Schnitt von 850 000 Euro Reinertrag (nicht mit dem Gewinn zu verwechseln) aus. Dabei kamen im Schnitt über sämtliche Med. Fachrichtungen etwa 70 Prozent der Praxiseinnahmen aus der Gesetzlichen Krankenversicherung (GKV), etwa 26 Prozent von der Privaten Krankenversicherung (PKV) und etwa 3 Prozent bezogen sich auf andere selbstständige ärztliche Tätigkeiten. 2007 soll das Gesamtvolumen der Radiologischen Leistungen in Deutschland etwa 3,4 Mrd. Euro ausgemacht haben. Die Kernspintomographie, deren Untersuchungszahlen explodiert sein dürften, sollte dabei bereits 2007 mit mehr als 50 Prozent des Gesamtwertes der Untersuchungen den wichtigsten Posten darstellen. 45 % des Gesamtleistungswertes sollen allerdings auf nicht-radiologische Fachärzte, also „Teilgebietsradiologen“ aus der Radiologie angrenzenden Spezialgebieten (u. a. Chirurgie, Orthopädie, Gynäkologie, Kardiologie), entfallen. Dabei dürfte es sich in erster Linie um Ultraschalleistungen handeln.

## Zeitschriften
- RöFo, Fortschritte auf dem Gebiet der Röntgenstrahlen und der bildgebenden Verfahren, Organ der Deutschen und der Österreichischen Röntgengesellschaft, Thieme-Verlag, ISSN 0936-6652
- Der Radiologe, Springer Verlag, ISSN 0033-832X
- radiologie-assistent, Schmidt-Römhild Verlag, ISSN 0935-1779